# Iglesia de San Lorenzo (Castell de Cabres)

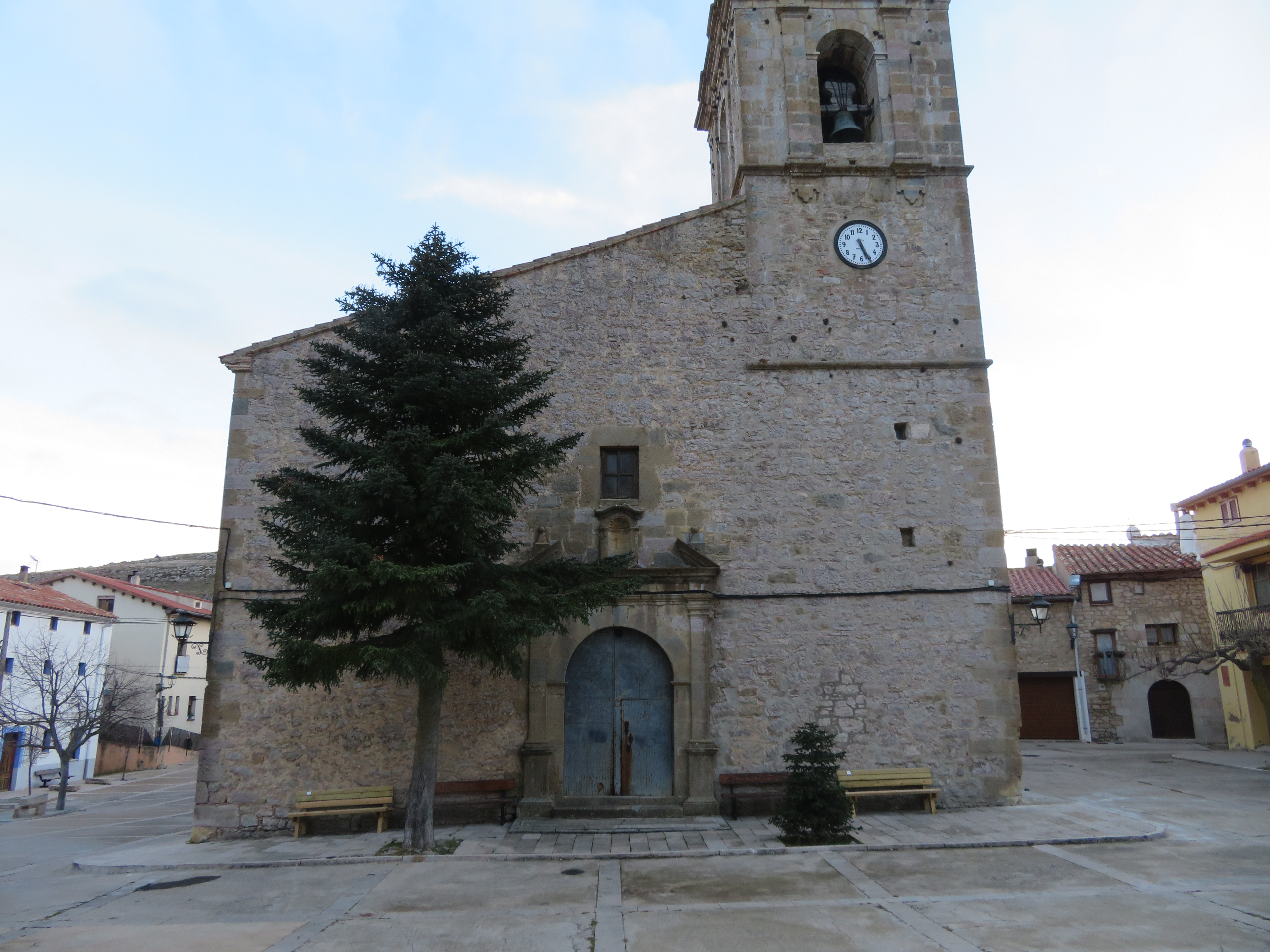
Iglesia Parroquial de San Lorenzo de Castell de Cabres.

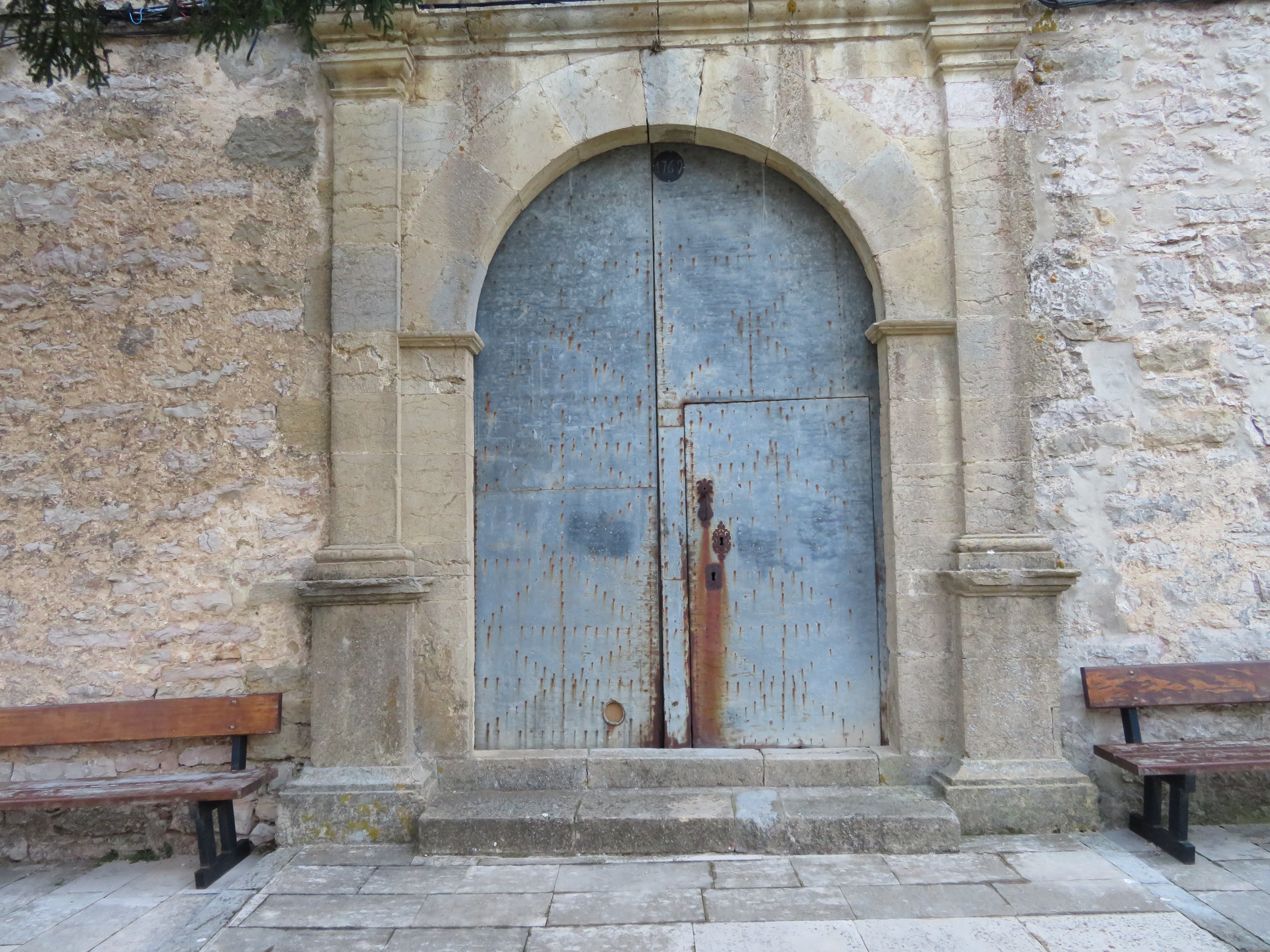
Portada de la Iglesia Parroquial de San Lorenzo de Castell de Cabres.

La iglesia parroquial de San Lorenzo de Castell de Cabres, en la comarca del Bajo Maestrazgo, es un templo católico catalogado, de manera genérica, Bien de Relevancia Local según la Disposición Adicional Quinta de la Ley 5/2007, de 9 de febrero, de la Generalitat, de modificación de la Ley 4/1998, de 11 de junio, del Patrimonio Cultural Valenciano (DOCV Núm. 5.449 / 13/02/2007); con el código: 12.03.037-001.

## Descripción
La iglesia se ubica en el centro del pueblo, en la plaza mayor, junto al edificio del Ayuntamiento, en la ladera de la colina en la que se encuentra el núcleo poblacional. La actual parroquia no es la iglesia más antigua del pueblo, ya que esta última estaba ubicada en el antiguo castillo y de ella no queda nada.
El edificio actual data del siglo XVIII y fue bendecida en 1763. Se trata de un edificio con planta claustral, de tres naves y tres crujías, con crucero, coro alto y torre campanario. La cubierta de la nave central, a diferencia de la de las naves laterales (cubiertas con bóvedas de arista), es con bóvedas vaídas, lo cual le otorga a este edificio una cierta singularidad.
La torre campanario, presenta forma cuadrangular, está construida con bloques de piedra de sillar, y se encuentra situada a los pies de la iglesia, en el lado de la epístola. Las campanas se sitúan en un cuerpo del campanario flanqueado por pilastras, que como remate presenta una cruz.
Respecto a su interior, destacan en él las pinturas de carácter popular con vivos colores, que se conservan prácticamente en su totalidad. Estas pinturas, pertenecientes al barroco tardío de finales del XVIII, están por los frisos, zócalos, pilastras, muros, pechinas de la cúpula (en las que se puede ver a los cuatro evangelistas) y bóvedas (en cuatro de ellas se describe a los cuatro doctores o padres de la iglesia y en otras cuatro las virtudes cardinales).

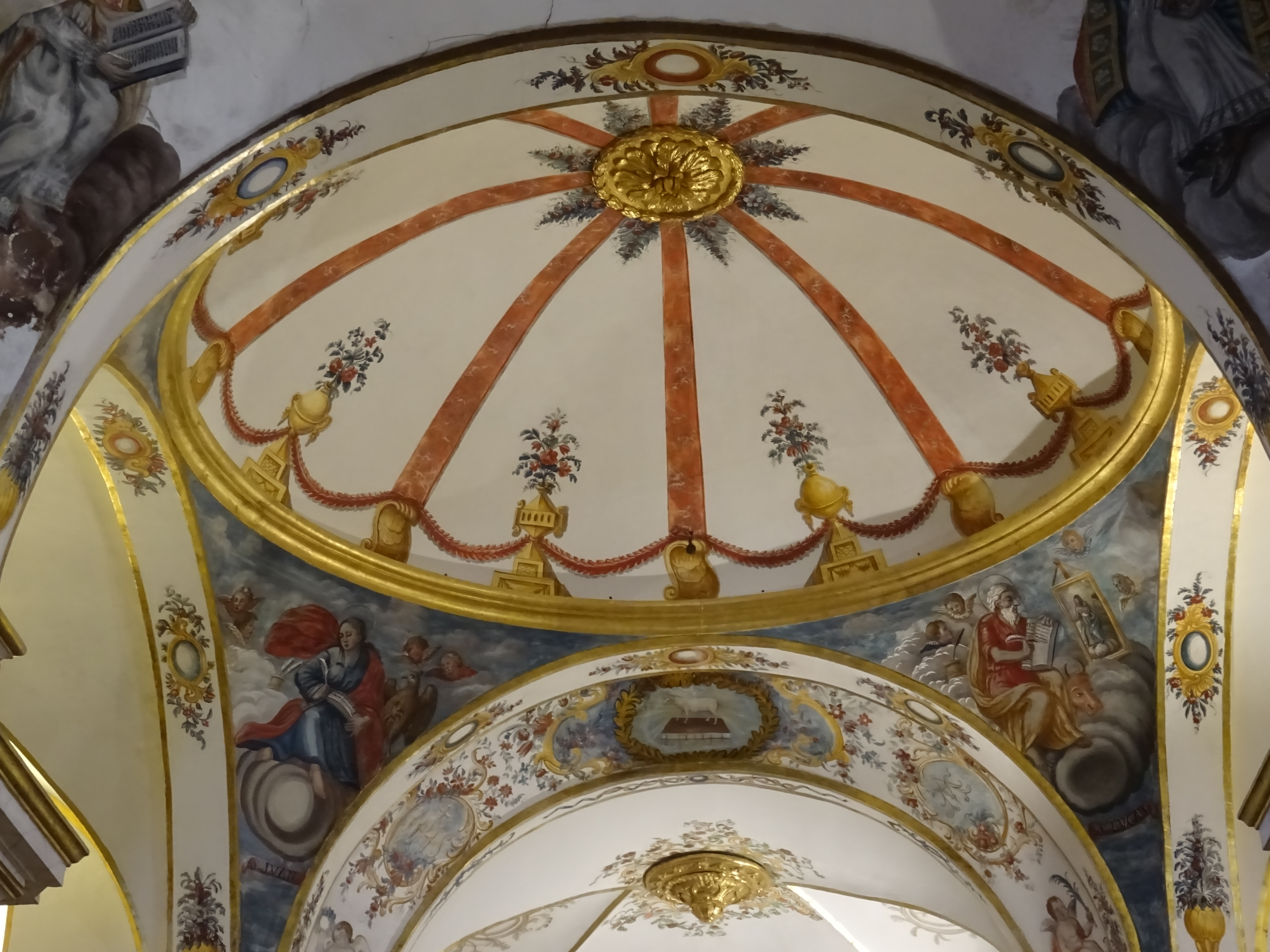
Cúpula interior del templo

La iglesia sufrió en el año 2015 una intervención a cargo del Taller de Restauración de la Fundación Blasco de Alagón, consistente en la restauración de las pinturas murales de la cúpula, pechinas y pilastras. Estos restauradores consideran que pese a desconocerse el autor de las pinturas murales, no deja de encontrarse en ellas una factura muy semejante a las existentes en la iglesia de San Marcos de la Barcella de Xert.
Esta no es la primera intervención que sufre el edificio, ya que con anterioridad, en el 2013 se había procedido a la consolidación de una de las pechinas y del arco en la zona del presbiterio. En el año 2014, se siguió con una segunda fase de restauración del crucero, la cúpula y las cuatro pechinas que la marcan, los tres arcos torales de las crujías y pilastras y pilares que los sustentan.
Pese a las intervenciones anteriores, el considerable grado de humedad ponía en serio peligro la integridad de los muros y con ello la permanencia de pinturas y decoraciones escultóricas existentes, lo cual puso de manifiesto la necesidad de esta nueva intervención sobre la decoración pictórica.